# Italian Climate Network
L'Italian Climate Network Onlus è un'organizzazione nazionale che si occupa di cambiamenti climatici. È partner di 350.org; dal 2014 è registrata come osservatore presso l'UNFCCC.

## Campagne

### Power Shift Italia
La fase 1 del Global Power Shift si è svolta su iniziativa di 350.org a Istanbul, Turchia, nel giugno 2013, dove si sono incontrati circa 500 attivisti climatici provenienti da oltre 135 Paesi. L'obiettivo era la condivisione di conoscenze e abilità per organizzare i movimenti su scala locale nei Paesi di provenienza.che vide la partecipazione di movimenti sociali e delle ONG. Nella fase 2 su iniziativa dell'Italian Climate Network è nato il Coordinamento Power Shift Italia, che si propone azioni sul clima in vista della Conferenza di Parigi di dicembre 2015.

### New York chiama Roma
In occasione del Climate Summit sui Cambiamenti Climatici indetto da Ban Ki-Moon a New York, nel settembre 2014, l'Italian Climate Network ha contribuito a organizzare un evento a Roma nell'ambito della manifestazione internazionale People's Climate March.

## Attività
Le attività principali dell'associazione riguardano: reporting dalle Conferenze delle Nazioni Unite sui Cambiamenti Climatici, eventi di sensibilizzazione sui cambiamenti climatici, organizzazione delle giornate internazionali per il clima, Progetto Scuole, blog su La Stampa e Il Fatto Quotidiano. Nel 2013 ha curato con il Centro Euro-mediterraneo per i Cambiamenti Climatici l'organizzazione dell'evento di presentazione del V Rapporto dell'IPCC.

## Riconoscimenti
Nel 2012 l'Italian Climate Network ha vinto il premio Comunicare il Protocollo di Kyoto "per aver creato una grande rete di cittadini, associazioni e professionisti e il lavoro di tutti i giorni volto a comunicare il cambiamento climatico e le sue sfide al pubblico".